# Empalactis
Empalactis é um gênero de traça pertencente à família Agonoxenidae.